# Gordoshop
Gordoshop foi um programa da MTV Brasil apresentado pelo João Gordo, de segunda a sexta, às 19h30. Estreou dia 2 de março de 2009, quando a MTV resolveu investir novamente em programas relacionados a música. O programa mostrava clipes e o público decidia se mandava para a geladeira,  para  a repescagem (chamado de "geladeira" de terça-feira) ou para a programação (os clipes votados vão ao ar de sábado para domingo às 04h00 no MTV Lab Cult Trash). Quando ia destruir a fita do clipe, ele usava uma máquina, machados, marretas, pedradas, "beijinhos de amor" etc.
[carece de fontes?]